# Maciej Prus
Maciej Prus (ur. 9 listopada 1937 w Samborze, zm. 9 kwietnia 2023) – polski reżyser teatralny i operowy, aktor.

## Życiorys
Uczył się i zdał egzamin maturalny w Liceum im. Mikołaja Kopernika w Bielsku-Białej, a następnie studiował historię sztuki na Uniwersytecie Jagiellońskim. W 1961 ukończył studia na Wydziale Aktorskim Państwowej Wyższej Szkoły Teatralnej w Krakowie, a w 1968 Wydział Reżyserii Państwowej Wyższej Szkoły Teatralnej w Warszawie. Na początku lat 60. XX wieku został zaangażowany do zespołu Starego Teatru w Krakowie. Później związał się z Jerzym Grotowskim i jego Teatrem Laboratorium 13 Rzędów w Opolu, gdzie występował w latach 1962–1963. Na lata 1963–1965 przypadło jego członkostwo w zespole aktorskim krakowskiego Teatru Rozmaitości. Jesienią 1965 asystował Konradowi Swinarskiemu przy realizacji Nie-Boskiej komedii w Starym Teatrze w Krakowie. W latach 1965–1968 pracował jako aktor i asystent reżysera w Teatrze Narodowym, był asystentem Wandy Laskowskiej.
W 1968 przypadł jego debiut reżyserski w sztuce Pierwszy Dzień Wolności Leona Kruczkowskiego w Bałtyckim Teatrze Dramatycznym w Koszalinie-Słupsku. W sezonie 1968/1969 pełnił funkcję kierownika artystycznego tej sceny, później, do 1970, pracował tutaj jako reżyser. Na początku lat 70. Maciej Prus realizował spektakle w warszawskim Teatrze Ateneum i Teatrze im. Wojciecha Bogusławskiego w Kaliszu, gdzie był zatrudniony jako reżyser w latach 1970–1972. W latach 1974–1976 Maciej Prus wrócił do Krakowa. Pracował w Starym Teatrze jako reżyser. W sezonie 1977/1978 był kierownikiem artystycznym i reżyserem Teatru Muzycznego w Słupsku. W latach 1980–1982 pełnił funkcję kierownika artystycznego Teatru Wybrzeże w Gdańsku. W latach 80. był związany przede wszystkim z warszawskim Teatrem Dramatycznym i łódzkim Teatrem im. Stefana Jaracza. W latach 90. współpracował z wieloma polskimi scenami, nadal reżyserował w Teatrze Dramatycznym (w latach 1990–1993 był dyrektorem artystycznym tej sceny) oraz w warszawskim Teatrze Polskim, Teatrze Narodowym, Teatrze im. Juliusza Słowackiego w Krakowie, Teatrze Polskim we Wrocławiu i Teatrze Polskim w Poznaniu. W latach 2003–2004 był reżyserem Teatru Nowego w Łodzi.
W latach 90. Maciej Prus dwukrotnie wystawiał Wyzwolenie Stanisława Wyspiańskiego – w Teatrze im. Jaracza w Łodzi (1990) i w krakowskim Teatrze im. Słowackiego (1992), a także powrócił do literatury romantycznej i Witkacego. W 2003 w Teatrze Nowym w Łodzi Maciej Prus podjął się przygotowania premiery Hamleta, nieukończonego przed śmiercią przedstawienia w reżyserii Kazimierza Dejmka.
Oprócz dorobku reżyserskiego w teatrze dramatycznym miał też na swoim koncie wiele inscenizacji operowych, m.in. w Teatrze Wielkim w Warszawie, Teatrze Muzycznym w Krakowie, Teatrze Wielkim w Poznaniu, Teatrze Wielkim w Łodzi i Operze Nova w Bydgoszczy.

## Nagrody i odznaczenia
Laureat nagrody im. Konrada Swinarskiego – przyznawanej przez redakcję miesięcznika „Teatr” – za sezon 1978/1979, za reżyserię spektaklu „Noc listopadowa” Wyspiańskiego w Teatrze Dramatycznym w Warszawie. 22 lipca 1973 otrzymał Nagrodę Ministra Kultury i Sztuki III stopnia. W 2017 wyróżniony Nagrodą im. Cypriana Kamila Norwida w kategorii teatr za reżyserię spektaklu Madame de Sade w Teatrze Narodowym w Warszawie.
Odznaczony Srebrnym (1980) i Złotym (1985) Krzyżem Zasługi, Medalem 40-lecia Polski Ludowej (1986), Odznaką „Zasłużony Działacz Kultury” (1988) oraz Srebrnym Medalem „Zasłużony Kulturze Gloria Artis” (2011).